# Archeologia industriale

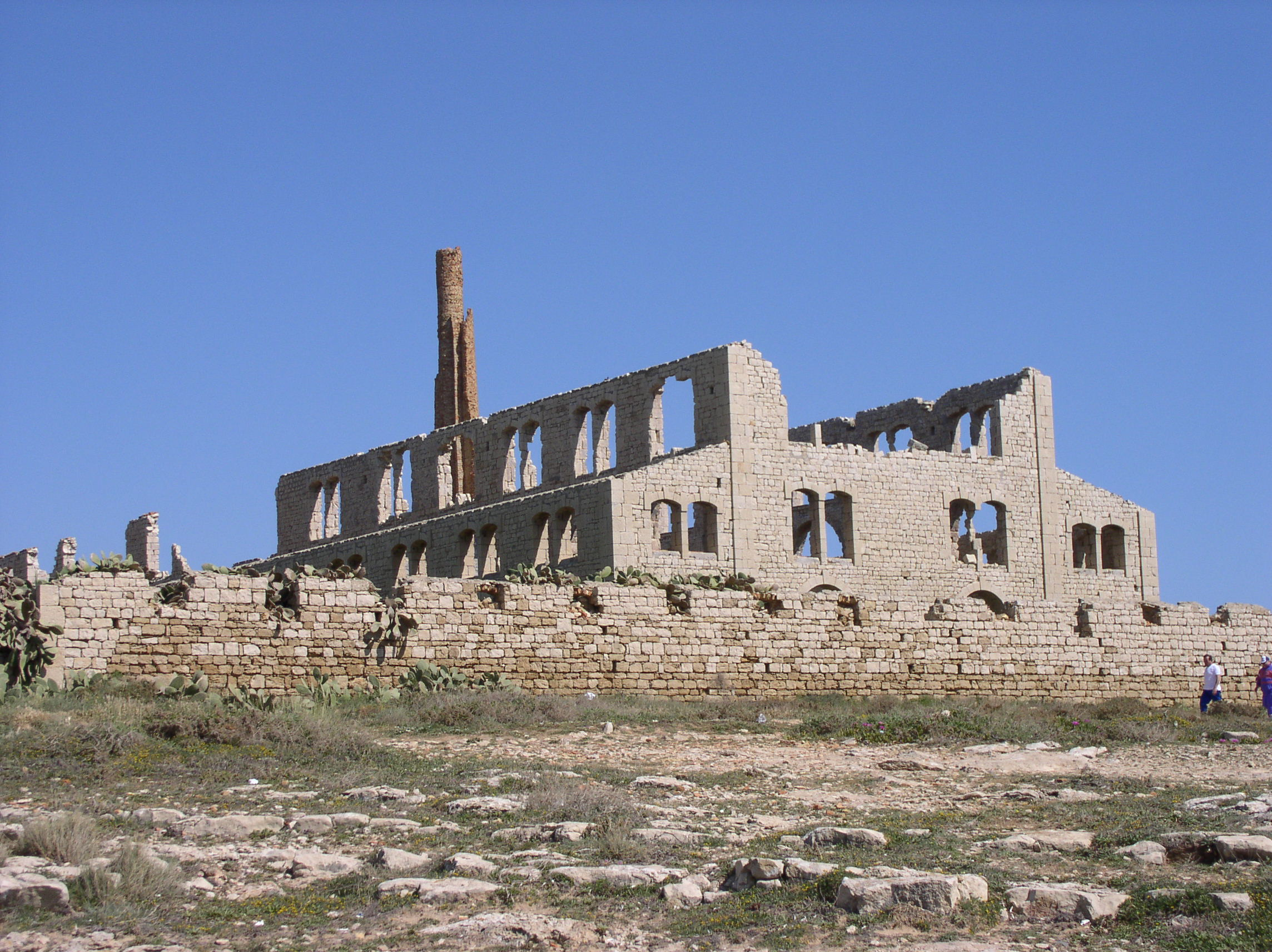
La Fornace Penna di Sampieri fu realizzata tra il 1909 ed il 1912. Andò distrutta nel 1924 in seguito ad un incendio doloso. È stata utilizzata come set cinematografico per alcune riprese dello sceneggiato televisivo Il Commissario Montalbano. È in attesa di interventi urgenti di salvaguardia

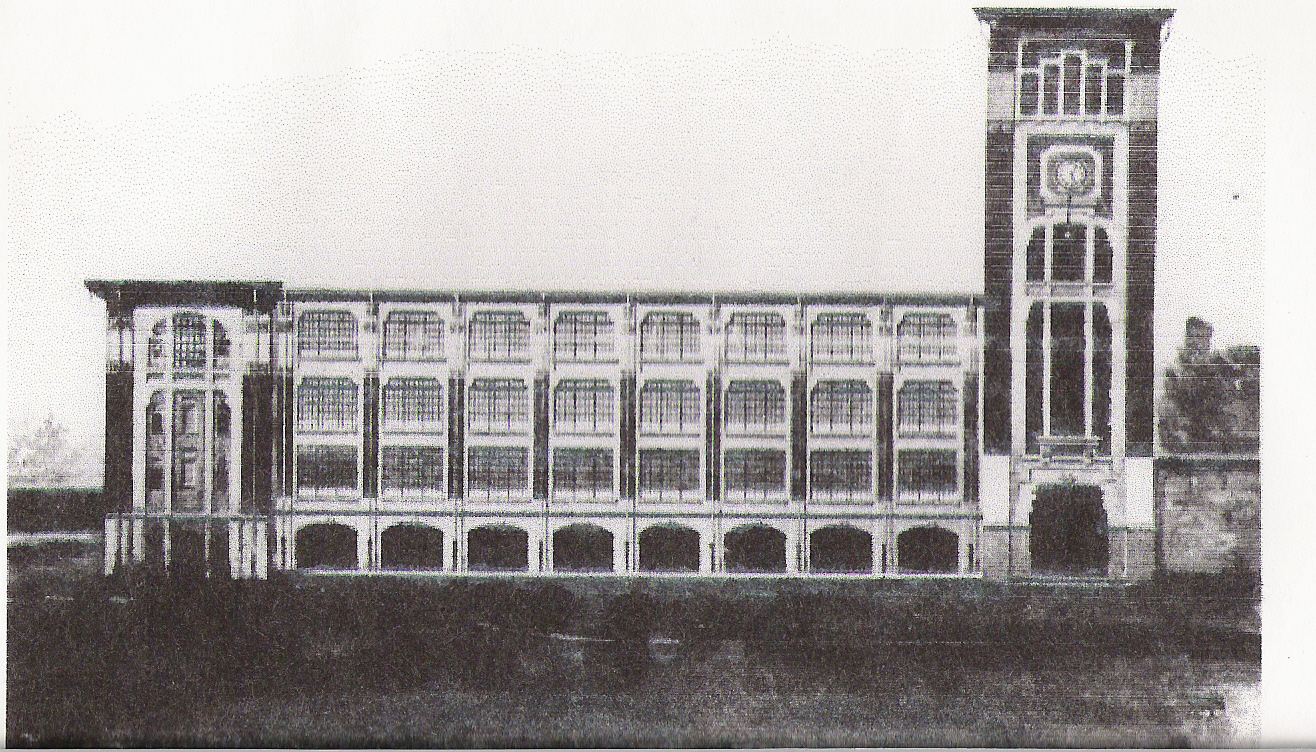
L'ex Cotonificio Muggiani a Rho (Milano) edificato nel 1903 è stato uno dei più importanti opifici per la filatura del cotone in Italia. Chiuse i battenti nel 1963. Ad oggi è stato ristrutturato solo in parte

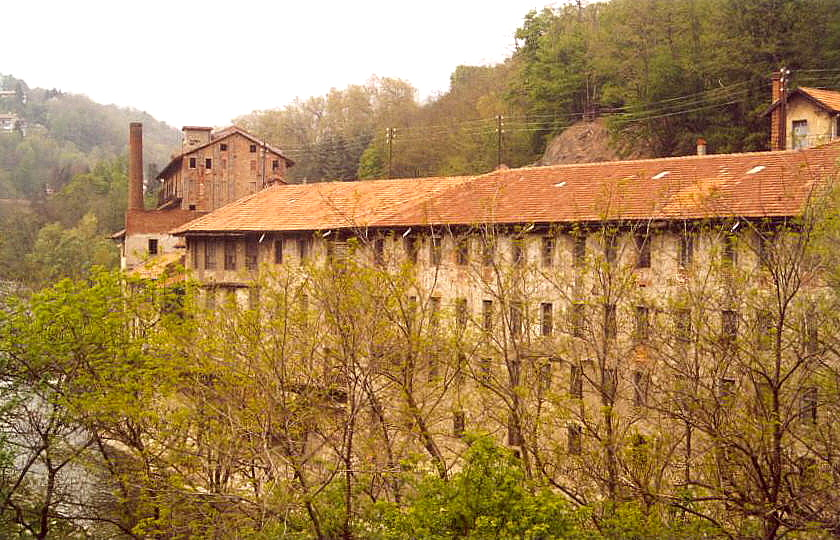
Un antico opificio dismesso a Chiavazza (periferia orientale di Biella), chiaro esempio di archeologia industriale. Assieme ad altre strutture industriali della zona fa parte del parco archeologico industriale pensato e strutturato lungo la Valle del torrente Cervo dall'architetto Gae Aulenti

L'archeologia industriale raccoglie più ambiti disciplinari - storico, economico, tecnologico, sociale, costruttivo, architettonico, ingegneristico -  attorno alle testimonianze (materiali e immateriali, dirette e indirette) inerenti al processo d'industrializzazione fin dalle sue origini, al fine di approfondire la conoscenza della storia del passato e del presente industriale. Per tale natura è interdisciplinare, e si avvale, per i diversi temi di indagine, dei metodi specifici delle singole discipline, alla luce di una consapevole interazione tra di esse.
Le testimonianze attraverso cui l'archeologia industriale può giungere a questa conoscenza sono i luoghi e le tecnologie dei processi produttivi, le tracce archeologiche generate da questi, i mezzi e i macchinari attraverso cui questi processi si sono attuati, i prodotti di questi processi, tutte le fonti scritte a loro inerenti, le fonti fotografiche, orali, i paesaggi segnati da questi processi e perciò detti paesaggi industriali.
Il periodo studiato dall'archeologia industriale è quello che va dalla seconda metà del Settecento ai giorni nostri, e più precisamente quello della rivoluzione industriale; tuttavia, questa disciplina prende in considerazione anche talune forme d'industria sviluppatesi prima di questo intervallo di tempo, e cioè le attività preindustriali e protoindustriali. Data la sua vicinanza temporale e la tipologia delle materie oggetto di ricerca, l'archeologia industriale si avvale della applicazione di molte discipline per il suo studio, tra le quali: l'archeologia, l'architettura, l'ingegneria, la tecnologia, la pianificazione urbanistica.

## Origine dell'archeologia industriale
L'archeologia industriale quale disciplina di studio nasce nella prima metà degli anni cinquanta in Inghilterra. L'espressione archeologia industriale venne usata per la prima volta nel 1955 da Michael Rix, professore dell'Università di Birmingham, in un suo articolo pubblicato nella rivista The Amateur Historian. In realtà, come hanno precisato alcuni studiosi, tra cui Neil Cossons, questa espressione circolava già da qualche anno nei primi circoli di appassionati formatisi in Gran Bretagna.
L'Inghilterra, nella seconda metà del Settecento, era stata tra le prime nazioni ad essere coinvolta dalla rivoluzione industriale, e sin dalla seconda metà dell'Ottocento ebbe modo di svilupparsi in determinati ambienti culturali una certa attenzione per alcune testimonianze dell'industrializzazione. La Grande Esposizione Universale di Londra del 1851 fu uno dei primi momenti in cui tale sensibilità ebbe modo di manifestarsi; a questo seguì la creazione del Museo della Scienza di Kensigton qualche anno più tardi e tra la fine del secolo e l'inizio del Novecento il fiorire di una moltitudine di associazioni di appassionati, i trusts, con lo scopo di conservare alcuni monumenti industriali. Tra questi, grande importanza ebbe la Cornish Engine Preservation Society, nata con lo scopo di conservare i mulini ad acqua sorti nelle campagne inglesi.

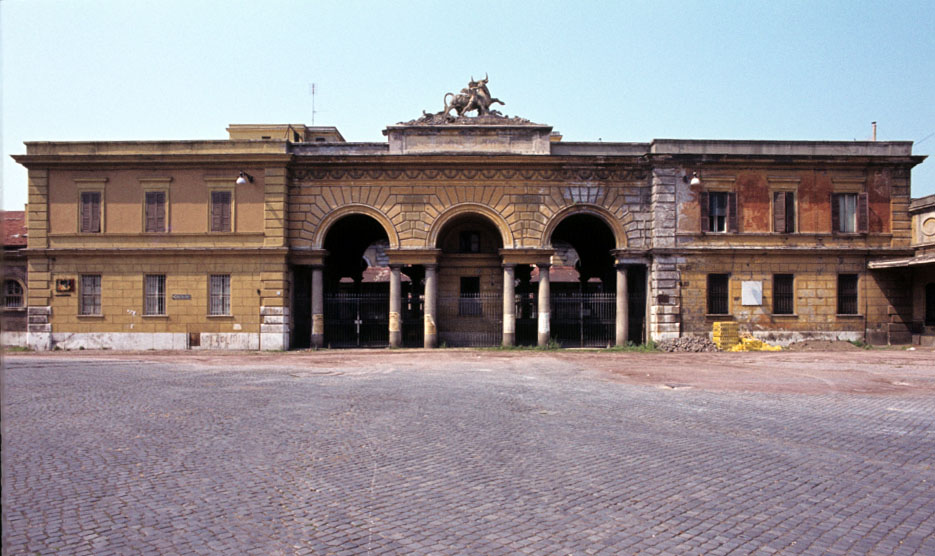
L'Ex Mattatoio di Roma 1890 in una foto del 1983

Dopo la seconda guerra mondiale, l'opera di ricostruzione nella quale furono coinvolte le principali città del Regno Unito, a partire da Londra, portò alla distruzione di numerosi edifici e strutture che avevano avuto importanza nel Settecento e nell'Ottocento per l'evoluzione economica, industriale e sociale del Paese e che alla fine degli anni quaranta non avevano più nessuna utilità. Alla loro demolizione si opposero associazioni di cittadini, che vi vedevano una traccia importante del proprio passato. In particolare, nel 1962 l'attenzione dell'opinione pubblica fu attirata dalla decisione di demolire la Euston Station, una delle più antiche stazioni ferroviarie di Londra, e il portico di colonne doriche che la precedeva, lo Euston Arch. Nonostante le vive proteste dei comitati e della Comunità Internazionale, l'abbattimento della stazione fu inevitabile, seguito da un comune vivo risentimento. L'insuccesso di questo provvedimento portò, l'anno seguente, a dichiarare il ponte di ferro sul fiume Severn, in località Coalbrookdale, nel Galles, monumento nazionale. Il patrimonio di archeologia industriale veniva così ufficialmente riconosciuto nella sua importanza culturale dalle autorità anglosassoni.

## Valorizzazione del patrimonio di archeologia industriale

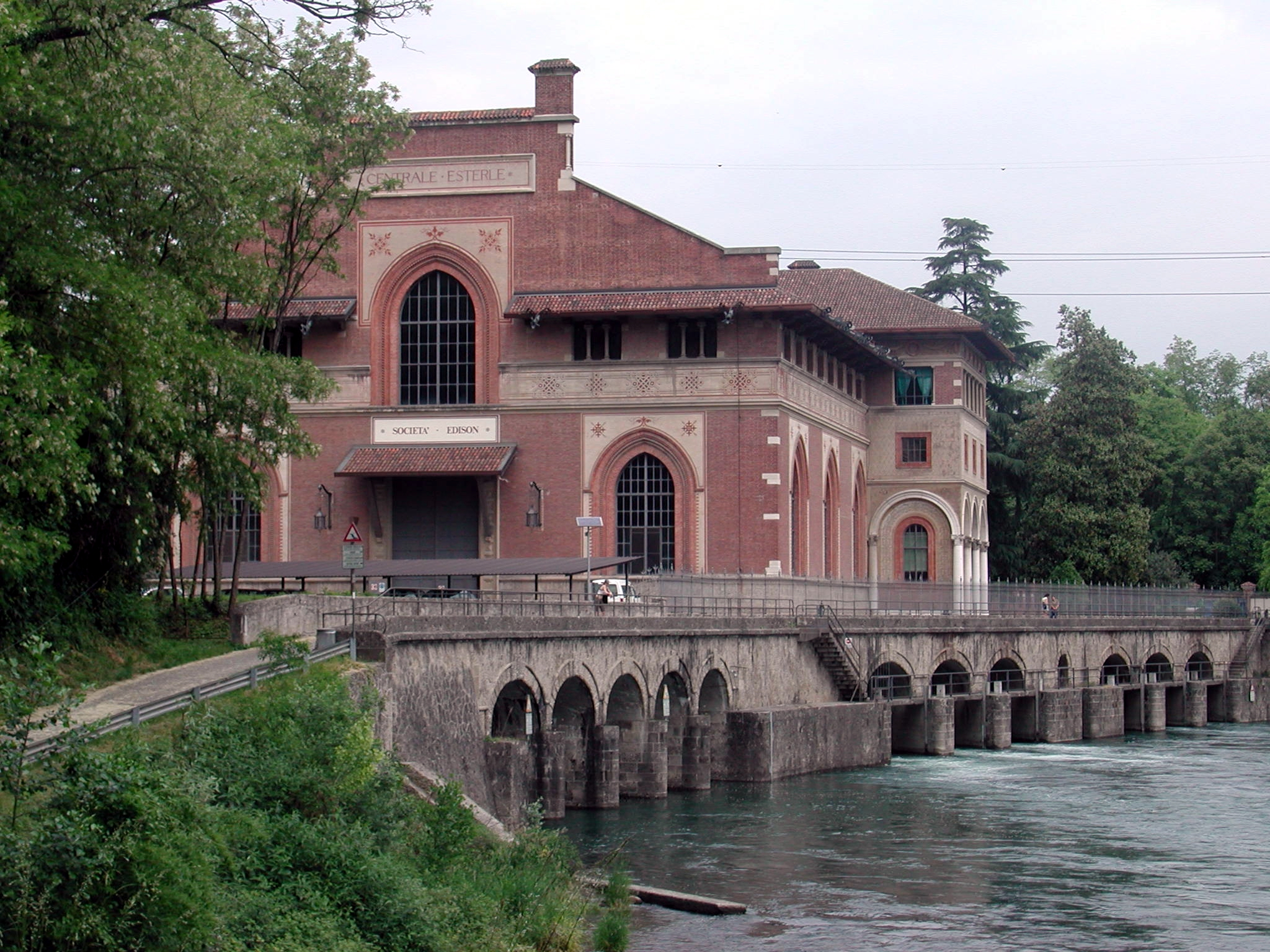
Esempio di Archeologia industriale in Brianza, a Porto d'Adda, la Centrale idroelettrica Esterle (1906), all'interno dell'Ecomuseo dell'Adda.

In un noto saggio del 1978, Andrea Carandini delimita il campo di interesse e di azione dell'archeologia industriale a quanto riferito alla sola visione anglosassone della rivoluzione industriale. Questo implicherebbe che l'archeologia industriale debba riguardare fabbriche, siti industriali et similia relativamente recenti e posteriori all'adozione della macchina a vapore, mentre escluderebbe tutti i processi di automazione e meccanizzazione della produzione, nonoché di sviluppo del management, manifestatosi almeno a partire dalla fine del XIV secolo. Tra l'altro, per le conoscenze intrinseche al manufatto industriale, opificio, ecc., porterebbe indurre a restringere l'archeologia industriale ad una scienza per ingegneri ed architetti. Su tali temi si sono dibattuti i fondatori dell'archeologia industriale in Italia che, per le diverse posizioni poi confluite in AIPAI, hanno generato la profonda caratterizzazione interdisciplinare dell'archeologia indusriale in nazionale. Alle origini del dibattito in Italia vi sono infatti da un lato gli storici economici, come Bruno Corti, Giovanni Luigi Fontana, Renato Covino, Ivan Tognarini, dall'altro gli storici dell'architettura, come Franco Borsi, Giorgio Muratore, Gregorio Rubino e Cesare De Seta, nonché tecnologi dell'architettura e urbanisti, come Franco Mancuso e Augusto Vitale. Dall'attività di tali studiosi impegnati anche nella progettazione e nella politica scaturisce la fondazione di una moltitudine di cenacoli regionali, i principali in Lombardia, Campania, Umbria, Piemonte, Toscana, Veneto e Ligura, che nel 1997 convergono verso la fondazione dell'Associazione Italiana per il Patrimonio Archeologico Industriale - AIPAI nominando primo presidente Giovanni Luigi Fontana.

È vero, tuttavia, che in certi interessanti e meritevoli casi strutture industriali (officine, opifici, ecc.) siano stati in questi ultimi decenni riscoperti, restaurati e rivalutati in modo da divenire contenitori per centri studi e poli museali (come nel caso dell'ex fabbrica tessile Pria di Biella, al centro negli anni novanta di un progetto di recupero archeologico-industriale da parte di Gae Aulenti o come nel caso della fabbrica Campolmi a Prato che, a seguito di un importante intervento di restauro eseguito dal Comune di Prato su progetto dell'architetto Marco Mattei, oggi ospita il Museo del Tessuto e la Biblioteca Comunale), centri commerciali o espositivi come Le Ciminiere di Catania, ecc., diversamente da come è organizzato un sito archeologico tradizionale. Sotto questo aspetto, è evidente come la mano ingegneristico-architettonica risulti determinante.

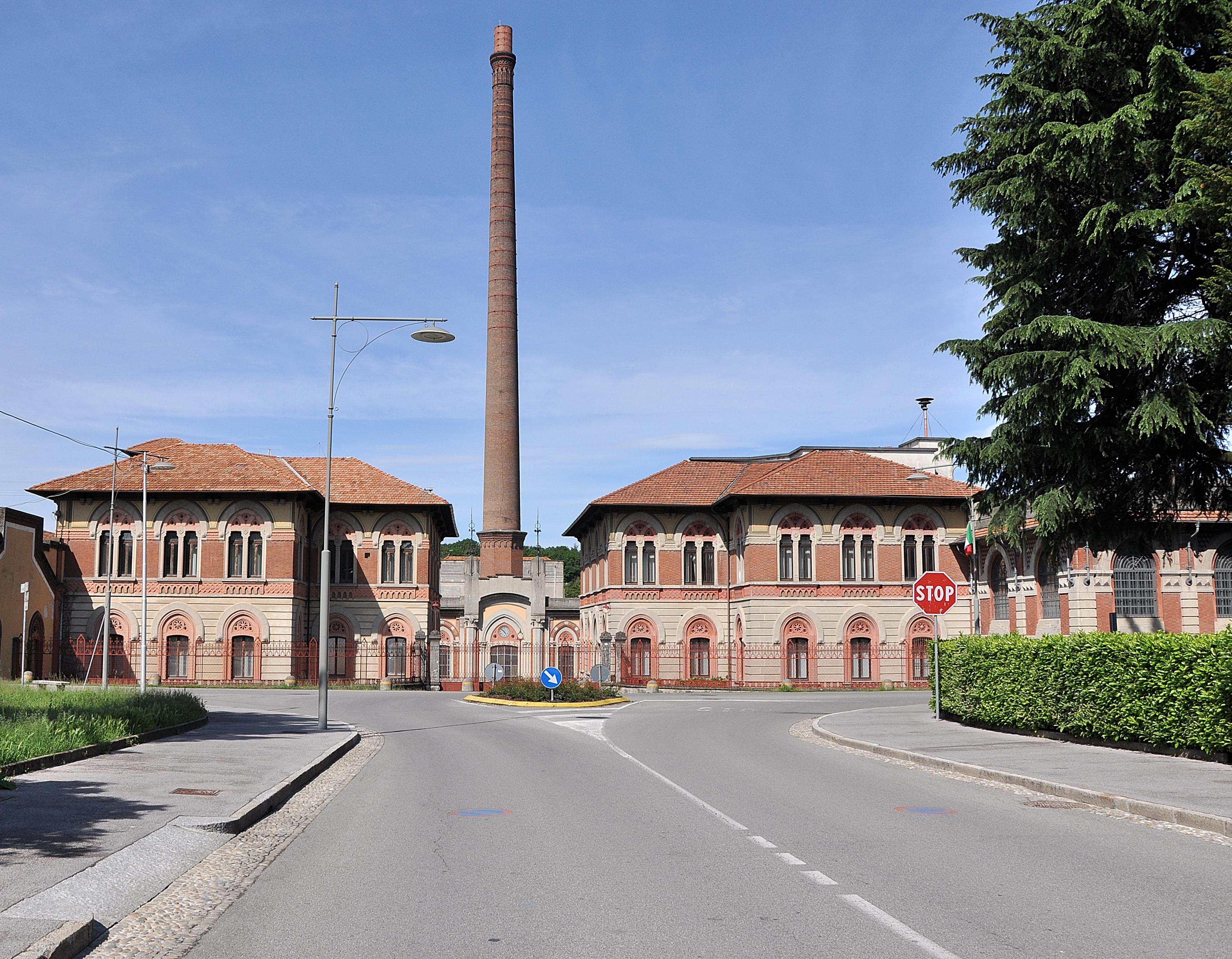
Esempio di Archeologia industriale a Crespi d'Adda - Patrimonio dell'UNESCO - Gli uffici e l'ingresso della Fabbrica Crespi, del 1924, all'interno dell'Ecomuseo dell'Adda.

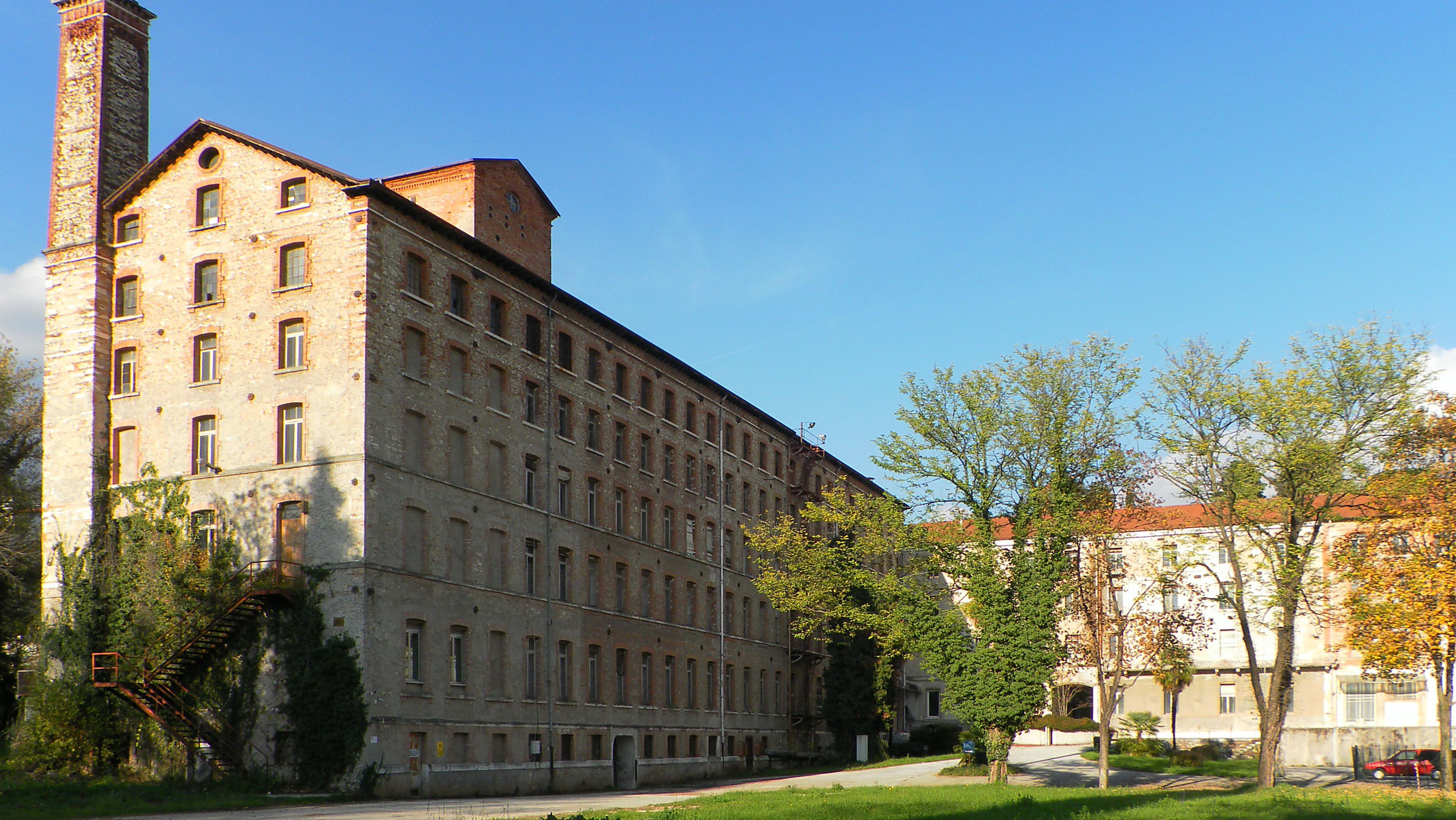
La Fabbrica Alta di Schio, del 1862

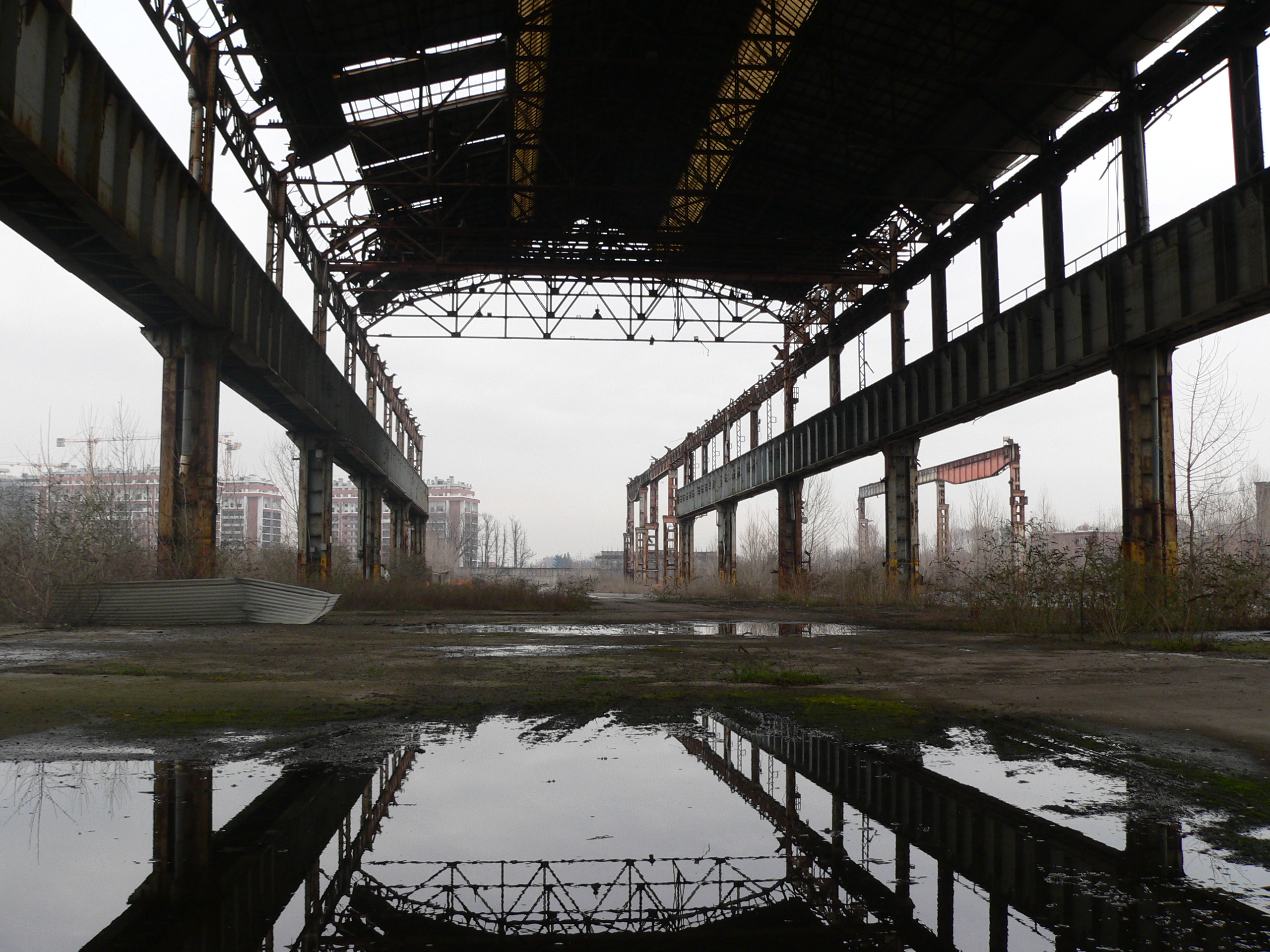
Il capannone bramme dello stabilimento Unione di Sesto San Giovanni

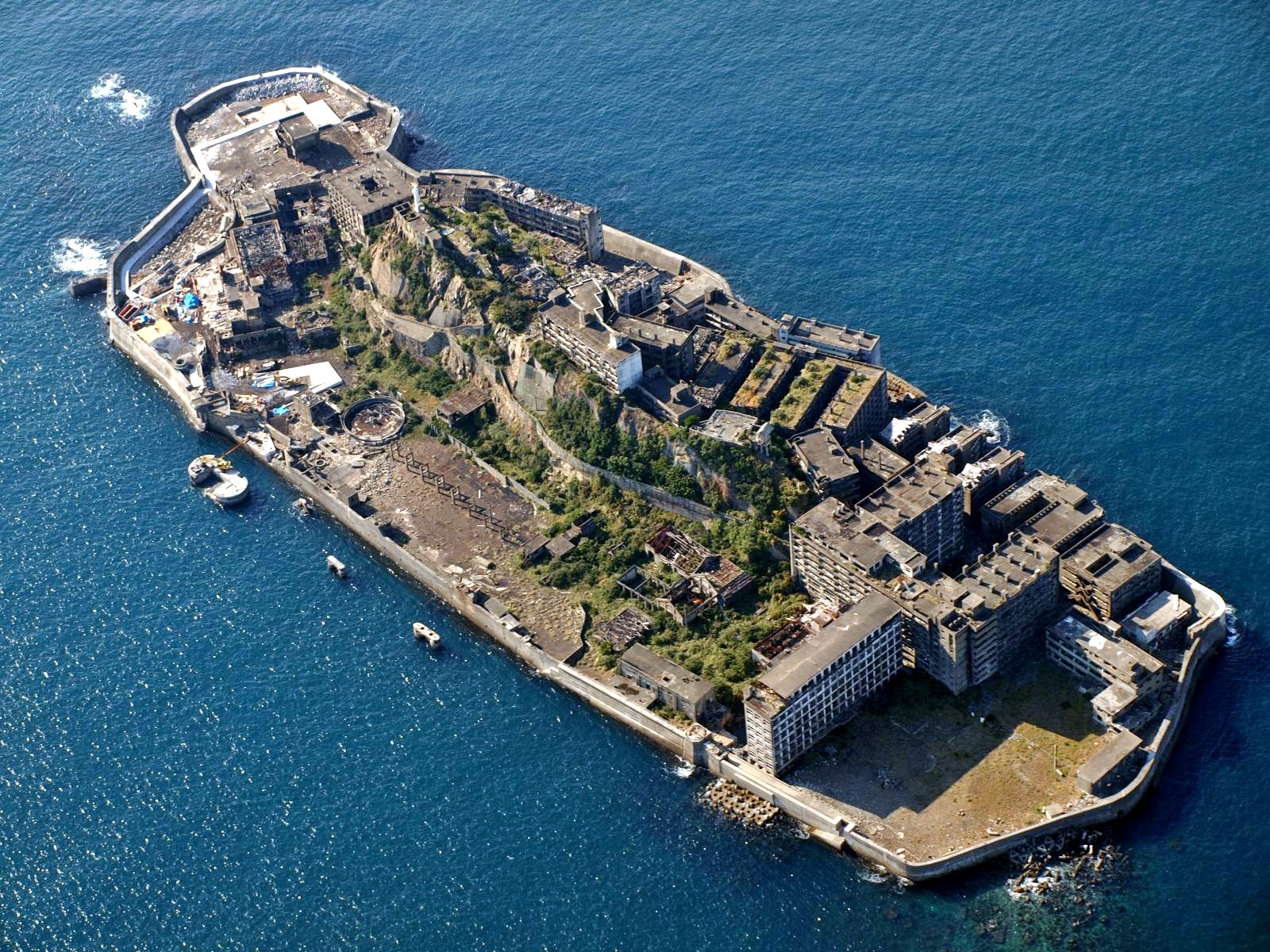
L'isola di Hashima, in Giappone, completamente abbandonata dal 1974

Esempi di queste ristrutturazioni sono il Lingotto e il Parco Dora di Torino, storico stabilimento di produzione FIAT, il Museo della Gare d'Orsay, ex stazione ferroviaria a Parigi, l'ex zuccherificio di Cecina vicino a Livorno.
Si ritiene che l'archeologia industriale possa avere in futuro un sicuro sviluppo. Questo presupposto muove dalla considerazione che tanto in Europa quanto nelle Americhe si assiste ad un sempre maggiore interesse per gli aspetti dell'industrializzazione che vengono con il passare del tempo, visti in chiave maggiormente storica. Lo stesso rilievo che è dato alla creazione degli Ecomusei come quello sull'Adda, questi spesso sono collegati, nei maggiori centri urbani o nei loro pressi, alla rivalutazione ed alla divulgazione alle giovani generazioni della primigenia fase di industrializzazione conserviera, tessile, metalmeccanica, che contraddistingueva comunemente quelle zone in un passato non ancora remoto.

### Esempi di patrimonio di archeologia industriale in Italia
Numerosi e capillarmente diffusi nel territorio sono i siti di archeologia industriale in Italia. Di seguito alcuni esempi.

#### Campania
- Museo nazionale ferroviario di Pietrarsa di Napoli
- San Leucio, stabilimento tessile
- Italsider di Bagnoli, Napoli.

#### Calabria
- Ecomuseo delle ferriere e fonderie di Calabria:
- Mongiana, fonderie e fabbrica d'armi (Museo delle reali ferriere borboniche)
- Pazzano, miniere
- Bivongi, miniere, centrale idroelettrica
- Stilo, fonderia Ferdinandea, altoforno

#### Emilia-Romagna
- il Museo Magi'900 di Pieve di Cento, ricavato in un silo del grano di inizio secolo[7]
- la Fornace Cavallini
- l'ex Mangimificio Martini di Ravenna

#### Friuli-Venezia Giulia
- Parco Internazionale Geominerario del Raibl - Miniera Cave del passo del Predil[8]

#### Lazio
- Ex mattatoio a Roma, via Beniamino Franklin, rione Testaccio
- Ex Pastificio Pantanella a Roma, via dei Cerchi, rione Ripa
- Centrale Montemartini[9] a Roma, via Ostiense, quartiere Ostiense
- Ex Pastificio Pantanella, a Roma, via Casilina, quartiere Prenestino-Labicano
- Ex Istituto farmaceutico Serono, a Roma, via Casilina, quartiere Prenestino-Labicano
- Ex fabbrica SNIA Viscosa, a Roma, via Prenestina, quartiere Prenestino-Labicano
- Ex fabbrica di penicillina LEO Roma, a Roma, via Tiburtina, quartiere Ponte Mammolo
- Gazometro, a Roma, via del Commercio, quartiere Ostiense
- Opifici installati nell'antico santuario di Ercole Vincitore[10] a Tivoli (RM)
- Regia Zecca di Roma[11], via Principe Umberto

#### Liguria
- Langer Heinrich, Genova

#### Lombardia
- Crespi d'Adda - sito protetto dall'UNESCO
- il Cotonificio Muggiani a Rho
- le centrali idroelettriche Bertini ed Esterle a Porto d'Adda
- il corso del fiume Caldone (a Lecco), dove sono presenti sistemi idraulici per sfruttare l'energia dell'acqua. Questi sistemi servivano a fornire energia alle numerose officine che lavoravano materiale ferroso nate e sviluppatesi nell'Ottocento
- Archeologia industriale in provincia di Varese
- il Parco archeologico industriale ex-Breda a Sesto San Giovanni

#### Marche
- Fornace laterizi di Moie
- Miniera di zolfo di Cabernardi-Percozzone

#### Piemonte
- Villaggio Leumann a Collegno, provincia di Torino, villaggio operaio fine Ottocento - inizio Novecento per le maestranze dell'omonimo cotonificio
- il complesso del Lingotto a Torino, costruito fra il 1919 e il 1923 da Giacomo Mattè-Trucco come stabilimento FIAT, trasformato dal 1984 da Renzo Piano in centro commerciale, fieristico e culturale polifunzionale
- il Mattatoio di Rivoli (Torino), opera del 1907 dell'ingegner Eugenio Mollino
- le Officine Grandi Riparazioni di Torino, fabbricati industriali adibiti alla riparazione e manutenzione dei vagoni ferroviari (1885-1895)
- la Fabbrica della ruota a Pray (1877-1966, ex azienda Fratelli Zignone fu Carlo)
- Archeologia industriale ad Asti
- Parco Dora, Torino
- Ex stabilimento Lancia, Torino
- Filatoio Rosso, Caraglio (CN)

#### Sardegna
- Parco geominerario storico ed ambientale della Sardegna (il cui valore fu riconosciuto dall'UNESCO nel 1998, con la carta di Cagliari)[12]

#### Sicilia
- Ciminiere Di Catania
- la Fornace Penna (Scicli)
- Chimica Arenella (Palermo)

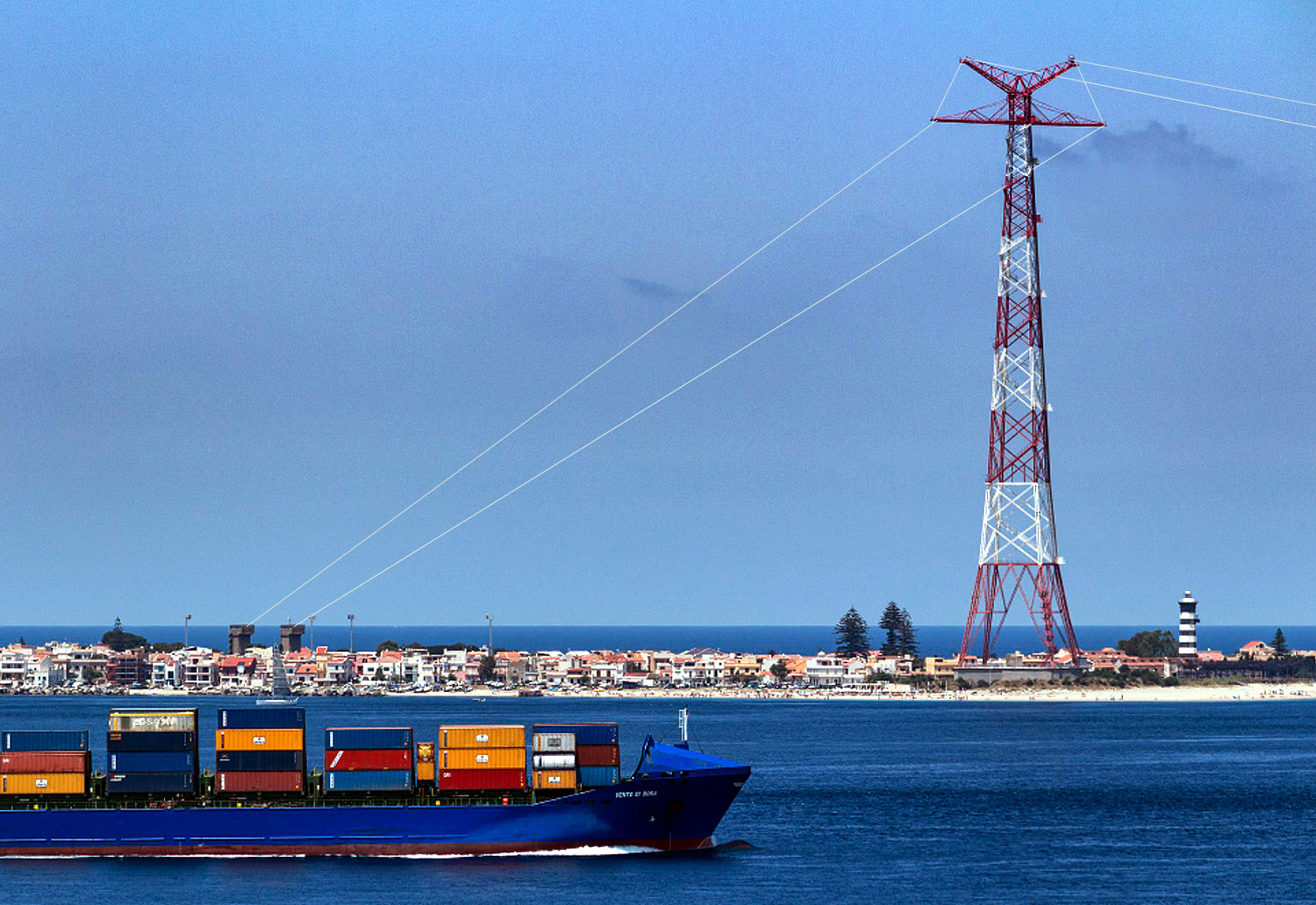
Pilone di Torre Faro a Messina

- Cantieri Ducrot (oggi Cantieri Culturali alla Zisa) (Palermo)
- Tonnara Florio (Favignana)
- Parchi minerari per l'estrazione dello zolfo nelle provincie di Caltanissetta ed Enna.
- Piloni dello Stretto

#### Toscana
- Gazometro, Firenze, via dell'Anconella, quartiere 4
- Prato, complesso industriale ex Cimatoria Campolmi: antico opificio tessile, di origine ottocentesca, occupa una superficie di circa 10.000 m² e ospita Il Museo del Tessuto di Prato e la Biblioteca comunale A. Lazzerini.
- Parco tecnologico e archeologico delle Colline Metallifere grossetane

#### Veneto
- Schio, con i suoi vari lanifici storici ubicati nel centro urbano (lanificio Cazzola, lanificio Lora (resti), Lanerossi - con la Fabbrica Alta, lanificio Conte), tutti fondati lungo il tracciato della roggia Maestra, un canale artificiale un tempo utilizzato per la produzione di energia. Accanto a questi antichi opifici sorgono altri manufatti quali il nuovo quartiere operaio; sparse nel territorio comunale esistono altre testimonianze (stabilimento Italcementi, fabbrica Saccardo ed essiccatoi di caolino al Tretto, filanda Bressan a Magrè, la centrale idroelettrica Molino di Poleo, ecc.).